# Shion Inoue (Fußballspieler, 2000)
Shion Inoue (japanisch 井上 詩音 Inoue Shion; * 25. April 2000 in der Präfektur Aichi) ist ein japanischer Fußballspieler.

## Karriere
Shion Inoue erlernte das Fußballspielen in der Schulmannschaft der Tokai Gakuen High School sowie in der Universitätsmannschaft der Senshū-Universität. Seinen ersten Profivertrag unterschrieb er am 1. Februar 2023 bei Ventforet Kofu. Der Verein aus Kōfu, einer Stadt in der Präfektur Yamanashi, spielte in der zweiten japanischen Liga. Sein Zweitligadebüt gab Shion Inoue am 25. Februar 2023 (2. Spieltag) im Heimspiel gegen Tokushima Vortis. Bei dem 1:1-Unentschieden stand er in der Startelf und spielte die kompletten 90 Minuten. In seiner ersten Saison bestritt er 30 Ligaspiele. Zu Beginn der Saison 2024 unterschrieb er im Januar 2024 einen Vertrag beim Erstligisten Nagoya Grampus. Für den Verein aus Nagoya bestritt er zwei Erstligaspiele. Nach einer Spielzeit wechselte er im Januar 2025 zum Zweitligisten Vegalta Sendai.